# خوسيه سيلسو باربوسا
خوسيه سيلسو باربوسا هو سياسي أمريكي، ولد في 27 يوليو 1857 في بايامون في الولايات المتحدة، وتوفي في 21 سبتمبر 1921 في سان خوان في الولايات المتحدة بسبب نوبة قلبية. نشط حزبياً في Partido Republicano Puertorriqueño ‏ والحزب الجمهوري. وقد انتخب عضو مجلس بويرتو ريكو ‏ (1917 – 1921).